# 樂道融
樂道融（？—322年），表字不詳，丹陽（今安徽当涂）人。東晉時官員，王敦之亂時反對王敦，並勸梁州刺史甘卓討伐王敦，但因甘卓反覆而令樂道融憂憤而死。

## 生平
樂道融少有大志，好學不倦，有國士之風。後來擔任大將軍王敦的參軍。
永昌元年（322年），王敦以誅劉隗為名起兵，並上奏劉隗的罪狀，領兵進攻建康。並且派使者通知梁州刺史甘卓，請他與他一同進攻建康，並得到他答允。但甘卓始終都沒有來，更派派參軍孫雙勸止王敦。王敦雖然再以公爵之位誘使甘卓與他一同進攻，但甘卓仍是不肯前來支持。王敦恐怕甘卓及後會改為支持元帝，攻擊他的根據地武昌，於是派樂道融出使甘卓，務求要勸服他前來支持自己。
但樂道融其實對王敦起兵反叛晉室的行為十分忿恨，到甘卓那裏不但沒有勸他支持王敦，更勸他支持皇室，領兵進攻武昌，令王敦不戰而敗。甘卓聽後終於定了決心，於是派巴東監軍柳純等人宣布王敦的罪狀，又聯絡廣州刺史陶侃。但甘卓性格多疑，想等待各路軍隊一同前進，因而進軍緩慢，到豬口時王敦知道甘卓反對他，就派參軍甘卬前來求和，更令甘卓疑惑，停滯在當地數十日之久。
在這數十日內，王敦已攻陷建康，掌握朝政，並殺死周顗和戴淵兩個有極高名望的官員。消息傳到甘卓那裏時，甘卓認為繼續進攻武昌會逼王敦劫持晉元帝，危害皇室，決心退兵。當時樂道融與都尉秦康以甘卓已經起兵，不能半途而廢和士卒希望取得戰功而未必甘願撤退為由勸甘卓堅持，又建議分兵斷彭澤湖口，斷絕王敦與江州的聯絡，令王敦部眾自然離散。但甘卓都不接受。樂道融日夜哭諫，但甘卓意志十分堅決，不肯接受，令樂道融憂憤而死。

## 延伸阅读
[在维基数据编辑]
 《晉書·卷089》，出自房玄齡《晉書》